# روابط ایران و کویت
روابط ایران و کویت (عربی: علاقات إيران والكويت) روابط دو جانبه بین جمهوری اسلامی ایران و کویت می‌باشد. کویت از حامیان اصلی عراق در جنگ علیه ایران بود.
کویت دارای روابط نزدیک با ایران بوده‌است به‌طوری‌که این کشور در سال ۲۰۱۴ روابط خود با ایران را «عالی و تاریخی» توصیف کرد. ولی وقایع ماه‌های ژوئن و ژوئیه ۲۰۱۷ منجر به تیرگی روابط کویت با ایران شده‌است. در آخرین اقدام در ۱۹ ژوئیه ۲۰۱۷ کویت اقدام به محدود کردن فعالیت دیپلماتیک ایران در آن کشور شد.

## روابط دو کشور قبل از انقلاب ۱۳۵۷
پیش از استقلال کویت، با اینکه دو سوم جمعیت این شیخ‌نشین را ایرانیان تشکیل می‌دادند، دولت ایران در کویت نمایندگی کنسولی نداشت. روابط حاکمان کویت نیز با ایرانیان و دولت ایران، روابط حسنه‌ای نبود. در بیستم اردیبهشت ۱۳۲۹ میرسید علی لواسانی که نمایندگی اداره دخانیات ایران را در کویت داشت، به عنوان اینکه خود را تنها فرد دارای نمایندگی از دولت ایران در این شیخ‌نشین می‌دانست، به مناسبت بازگرداندن پیکر رضا شاه به ایران، مجلس یادبودی برای او در یکی از مساجد کویت گرفت اما پلیس کویت به این مراسم حمله کرد و آن را به هم ریخت و لواسانی را هم به مدت سه ساعت بازداشت کرد.
شیخ کویت سپس لواسانی را احضار و به او اعلام کرد که باید ظرف ده روز کویت را ترک گوید. وقتی این مهلت سررسید و لواسانی حاضر نشد کویت را ترک کند، کنسول انگلیس او را احضار کرد و به وی هشدار داد که اگر کویت را ترک نکند، به زندان خواهد افتاد. لواسانی گفت مأمور دولت ایران است و تنها به حکم دولت ایران از آنجا خارج می‌شود. انگلیسی‌ها هم او را دستگیر کردند و به فرودگاه بردند و سوار هواپیما کردند و به ایران فرستادند.
پس از استقلال کویت در سال ۱۹۶۱، ایران از جمله اولین کشورهایی بود که کویت را به رسمیت شناخته و در ۱۲ ژانویه ۱۹۶۲ سفارت ایران را در این کشور تأسیس کرد. در دسامبر ۱۹۶۷ شیخ صباح الاحمد الجابر الصباح وزیر خارجه وقت کویت در رأس یک هیئت سیاسی به ایران سفر کرد؛ و بدنبال آن محمدرضا پهلوی شاه ایران در ژوئیه ۱۹۷۰ با یک هیئت سیاسی- اقتصادی به کویت رفت.
با حاکمیت مجدد ایران بر جزایر سه‌گانه تنب بزرگ و کوچک و ابوموسی در خلیج فارس در دسامبر ۱۹۷۲ روابط دو کشور رو به سردی نهاد. در دسامبر ۱۹۷۳ مناسبات دو کشور به حالت عادی بازگشت و تا سال ۱۹۷۸ زمان پیروزی انقلاب اسلامی ایران ادامه داشت.

## روابط دو کشور بعد از پیروزی انقلاب
روابط دو کشور بعد از انقلاب اسلامی دارای فراز و نشیب‌های زیادی بوده‌است. بعد از پیروزی انقلاب، وزیر خارجه کویت به ایران سفر کرده و با سید روح‌الله خمینی دیدار کرد و ضمن استقبال از سقوط شاه دولت جدید ایران را تبریک گفت. بعد از شروع جنگ ایران و عراق، روابط این دو کشور به سردی گرائید.

### روابط در جنگ ایران و عراق
با شروع جنگ در سپتامبر ۱۹۸۰ دولت کویت، سفیر خود از تهران را در حمایت از عراق فراخواند. اما ایران با اتمام دوره مأموریت اولین سفیرش در کویت در سال ۱۳۶۲، روابط دیپلماتیک خود با این کشور را به سطح کاردار تنزل داد.
کویت از حامیان اصلی عراق در حمله به ایران بود. از جمله هواپیماهای عراقی به نحو گسترده از فضای ان کشور برای بمباران تأسیسات ایران بهره می‌بردند. همچنین کویت در کنار عربستان وام‌های کلان برای تأمین مالی عراق در اختیار آن کشور می‌گزاردند.

#### واگذاری سه جزیره به عراق
کویت سه جزیره خود را که مورد ادعای عراق نیز بود شامل جزایر سه‌گانه بوبیان، فیلکه و وربه در اختیار ارتش عراق گذارد تا به اقدام نظامی علیه ایران کمک کرده باشد.

#### انتقال تجهیزات نظامی عراق
کویت از طریق بنادر و مرزهای خود در طول جنگ تحمیلی عراق به ایران اقدام به ارسال تجهیزات نظامی می‌کرد. در برخی موارد ایران کشتی‌های حامل تجهیزات را در خلیج فارس توقیف کرد. روزنامه وال استریت ژورنال نوشته بود که: «کاروانهای مهمی از ارتش کویت حامل سلاح‌های جنگی و مهمات وارد عراق شده‌اند.
عده‌ای از افسران و سربازان کویتی نیز بدنبال این کاروانها از مرز گذشته‌اند و از چند روز پیش نیروهای کویتی در یکی از جزایر نزدیک شط العرب مستقر شده‌اند.»

### پس از حمله عراق به کویت
با وجود آنکه کویت از حامیان اصلی سیاسی و نظامی و اقتصادی عراق در جنگ با ایران بود پس از اشغال توسط عراق، ایران کمک‌های گسترده‌ای را در اختیار کویت قرار داد. نیروهای ایرانی در سریع‌ترین زمان ممکن برای اطفا چاه‌های نفت کویت که توسط عراق آتش شده شده بود شتافتند. نیروهای آمریکایی با اذعان به توانایی ایرانیان چاه‌های نفتی را در اختیار آنان قرار دادند. در میان مهارگران همه کشورهای شرکت‌کننده، سریعترین زمان را در مهار سه حلقه چاه طی سه روز بدست آورد.

### روابط سیاسی دو کشور
در ژوئن ۲۰۱۴ شیخ صباح الاحمد جابر الصباح امیر کویت در یک سفر رسمی به ایران رفت و با حسن روحانی، دیدار کرد. در این سفر چند موافقتنامه بین دو کشور به امضا رسید که شامل موافقتنامه حمل و نقل، همکاری‌های گمرکی، ورزشی، گردشگری و موافقتنامه امنیتی بود.
در ژانویه ۲۰۱۶ بعد از حمله ایران به سفارت عربستان در تهران و به آتش کشیدن آن، کویت نیز در اعتراض به این عمل، سفیر خود در تهران را فراخواند و روابط خود را با ایران کاهش داد.
در نوامبر ۲۰۱۶ جلیل الصباخ حقوقدان و عضو انجمن دوستی ایران و کویت که به ایران سفر کرده بود گفت که انجمن دوستی کویت و ایران سه ماه پیش با هدف تحکیم روابط فرهنگی فی‌مابین تشکیل شده و این انجمن ۱۵ عضو دارد.
در فوریه ۲۰۱۷ شیخ صباح الخالد الحمد الصباح وزیر خارجه کویت در یک سفر یک روزه در تهران با محمدجواد ظریف دیدار کرده و روابط دو جانبه و مسائل منطقه را مورد بحث و تبادل نظر قرار دادند و بر گسترش روابط بین دوکشور تأکید کردند.

## محکومین مرتبط با ایران و حزب‌الله
در ۱۷ ژوئیه ۲۰۱۷ به نقل از منابع بلندپایه امنیتی کویت، چهارده نفر اتباع شیعه کویتی که به اتهام تشکیل سلول‌هایی در ارتباط با تهران محکوم شده بودند از طریق دریا به ایران فرار کردند. گفته می‌شود این فرار چند ساعت بعد از اینکه دادگاه عالی کویت آن‌ها را به جرم توطئه برای انجام حملاتی در کویت به زندان‌های طولانی مدت محکوم کرد صورت گرفته‌است. دادگاه عالی کویت در ژوئن ۲۰۱۷ تبرئه این افراد توسط دادگاه استیناف را رد کرد و ۲۱ متهم را به جرم تشکیل سلول‌های تروریستی در ارتباط با ایران و حزب‌الله لبنان و توطئه برای انجام حملاتی در کویت محکوم به زندان کرد از جمله یکی از متهمان به زندان ابد محکوم شده‌است. محکومین که فرار کرده‌اند در بازداشت نبوده‌اند چرا که پس از رأی تبرئه توسط دادگاه استیناف در سال گذشته آزاد شده بودند. در تاریخ ۱ اوت ۲۰۱۷ منابع امنیتی کویت روشن ساختند که بعضی از افرادی که دادگاه استیناف احکام محکومیت آن‌ها را بخاطر هسته عبدلی صادر کرده بود توانستند با استفاده از پاسپورت‌های دیپلوماتیکی که سفارت ایران با اسامی ایرانی صادر کرده بود، کشور را ترک کنند، نتیجه‌ای که از تحقیقات بدست آمده‌است بعضی از فراریان کشور را به سوی یکی از کشورها و منجمله ایران ترک کردند.

### پیشینه
در اوت ۲۰۱۵ وزارت کشور کویت ضمن پخش تصاویری از تلویزیون کویت اعلام کرد که در زمین‌های مزرعه‌ای به نام عبدلی در نزدیکی مرز عراق ۶۵ قبضه سلاح، ۲۰۴ قبضه نارنجک دستی، ۱۹ تن مهمات از انواع مختلف و ۱۴۴ کیلوگرم مواد منفجره مدفون شده با قدرت تخریبی کشف کرده‌است. در همین رابطه نیروهای امنیتی این کشور اعلام کردند که تعداد ۲۴ نفر را که متعلق به هسته عبدلی بودند دستگیر کردند. نزدیک به سه هفته بعد کیفرخواستی علیه متهمان صادر شد که بنابر آن، بازداشت شدگان اعتراف کرده بودند که سلاح‌ها و مهمات را از طریق دریا از ایران دریافت کرده و نفراتی از حزب‌الله لبنان به آنان آموزش نظامی داده‌اند. یکی از متهمان فراری به نام عبدالرضا دهقانی هم ایرانی بود.
دادستانی کل کویت در اول سپتامبر ۲۰۱۵ تعدادی از متهمین در این کیس را به اقداماتی علیه وحدت و سلامت ارضی دولت کویت و تلاش برای برقراری ارتباط با ایران و گروه حزب‌الله برای انجام اعمال خصمانه علیه کویت و جمع‌آوری و نگهداری مواد انفجاری، مسلسل و سلاح گرم و مهمات و دستگاه‌های شنود غیرقانونی با هدف ارتکاب جنایت، متهم کرد.
گفته می‌شود اعضای گروه موسوم به هسته عبدلی، در پایگاه‌های آموزشی نیروی قدس سپاه پاسداران در ایران مشغول آموزش هستند و در کویت نیز اقدام به جمع‌آوری اطلاعات و ارسال به جمهوری اسلامی و حزب‌الله لبنان متهم شده‌اند. در همان زمان خالد جارالله نماینده وزارت خارجه کویت اعلام کرد که تحقیقات نشان می‌دهد که یکی از دیپلمات‌های ایران در قضیه عبدلی دست داشته و وزارت خارجه کویت اخراج وی از کویت را خواهد خواست.

### دادگاه فرجام خواهی
در حکم دادگاه فرجام خواهی کویت که به ریاست قاضی احمد العجیل در ژوئیه ۲۰۱۷ برگزار شد، آمده‌است: «با دلایل متقن برای دادگاه ثابت شد که حزب‌الله یک سازمان تروریستی که در راستای مصالح جمهوری ایران فعالیت کرده و ارزش‌های انقلاب ایران را پذیرفته و می‌کوشد این ارزش‌ها را در کویت و دیگر کشورهای اسلامی ترویج کند؛ بنا بر اعلام دادگاه، متهم ردیف هشتم دیدارهای متهم ردیف اول و حسن ابوالفضل حسین‌زاده، افسر اطلاعاتی ایران را هماهنگ می‌کرد. حسین‌زاده تحت پوشش دیپلماتیک در سفارت ایران در کویت مشغول به کار بود. دیدارهای حسین‌زاده و متهم ردیف اول پرونده در سفارت ایران در کویت و همچنین در یکی از مساجد برگزار شده و در خلال این دیدارها روش‌های پنهان کردن تسلیحات و مواد منفجره‌ای که در اختیار متهم ردیف اول بود، بررسی شد. پس از این دیدارها، حسین‌زاده به ایران سفر کرده و با افسر اطلاعاتی دیگری به نام یوسف کریمی دیدار کرده و دربارهٔ ارسال تسلیحات از طریق دریا، زمان و مکان ارسال و اسم رمز توافق کردند.».

### هشدار وزارت خارجه کویت
وزارت خارجه کویت روز ۱۹ ژوئیه به شهروندان و ساکنان این کشور هشدار داد که به منظور اجتناب از اینکه مورد حسابرسی قانونی قرار بگیرند از مخفی کردن کسانی که حکم قضایی در رابطه با کیس هسته عبدلی برایشان صادر شده‌است و کمک به فرار آن‌ها خودداری نمایند. مدیریت کل روابط و تبلیغات امنیتی در یک بیانیه مطبوعاتی به همکاری با نیروهای امنیتی و ارائه هر گونه اطلاعات در مورد محکومین این کیس فرا خواند.

### دستگیری ۱۲ نفر
یک مقام وزارت کشور روز شنبه ۱۲ اوت ۲۰۱۷ اعلام کرد، مقامات کویت ۱۲ نفر را که غیاباً محکوم به جاسوسی برای ایران و حزب‌الله لبنان جاسوسی کرده بودند و به هسته عبدلی وابسته بودند را دستگیر کرده‌است.

## کاهش روابط کویت با ایران

### تعطیل دفاتر فرهنگی و نظامی ایران
سایت شورای کویت اعلام کرد که بدنبال موضوع هسته عبدلی، کویت طی یادداشتی اعتراض خود را به سفارت ایران ابلاغ و وابسته فرهنگی و دفاتر فرهنگی، نظامی و تجاری ایران در این کشور را تعطیل کرده‌است و اضافه کرد کویت تعداد دیپلمات‌های ایرانی را از ۱۹ به ۴ نفر کاهش داده و ۴۵ روز به آن‌ها برای ترک کویت فرصت داده‌است و همه کمیته‌های مشترک با ایران را نیز به حالت تعلیق درآورده است.

### واکنش ایران
روز ۲۰ ژوئیه ۲۰۱۷ سخنگوی وزارت امور خارجه ایران گفت که این کشور هیچ ارتباطی با پرونده یاد شده نداشته‌است. این سخنگو گفت که «ایران حق اقدام متقابل برای کاهش کادر دیپلماتیک کویت را برای خود محفوظ می‌داند».

## تجدید روابط کویت با ایران
در خرداد ۱۳۹۴ شیخ صباح الاحمد جابر الصباح امیر کویت در یک سفر رسمی به ایران با حسن روحانی، دیدار کرد. در این سفر چند موافقتنامه بین دو کشور به امضا رسید که شامل موافقتنامه حمل و نقل، همکاری های گمرکی، ورزشی، گردشگری و موافقتنامه امنیتی بود.

## اختلافات مرزی
کویت و عربستان با ایران بر سر میدان نفتی آرش اختلاف دارند. ایران از سال ۲۰۰۱ حفاری در این منطقه را شروع کرده‌است با توجه به اینکه بخش زیادی از این میدان نفتی و گازی در آب‌های دو کشور عربستان و کویت قرار دارد، موجب اعتراض آن‌ها قرار گرفت و دولت کویت با احضار کاردار ایران اعتراض خود را به طرح‌های توسعه ایران در این میدان نفتی که آن را الدره می‌نامند اعلام کرد.

## جمعیت ایرانیان کویت
بیش از ۵۰ هزار نفر ایرانی‌تبار در کویت ساکن هستند که در دهه‌های گذشته به کویت رفته و به عنوان متخصص و دانشگاهی و کارگر در این کشور زندگی می‌کنند.

## مذهب در کویت
اکثر جمعیت کویت مسلمان سنی هستند در عین حال شیعیان این کشور نیز اقلیت قابل توجهی را تشکیل می‌دهند. تعداد شیعیان کویت حدود یک میلیون نفر از جمعیت ۴ میلیونی کویت را شامل می‌شود که نگاه مثبتی نسبت به ایران دارند. مردم کویت در مقایسه با سایر کشورهای حوزه خلیج فارس، از آزادی سیاسی بیشتری برخوردارند و موارد تبعیض مذهبی کمتر از این کشور گزارش شده‌است.